# Хронологія комп'ютерних вірусів та хробаків
Хронологія комп'ютерних вірусів та хробаків представляє хронологію примітних комп'ютерних вірусів, комп'ютерних хробаків, троянських програм, шкідливих програм, пов'язані з ними дослідження та події.

## 1949—1969

### 1949
- Грудень: Джон фон Нейман (John von Neumann) читає серію лекцій у Іллінойському університеті «Теорія і організація складних автоматів». Матеріали цієї та інших лекцій 1948–1952 років ляжуть в основу теорії самовідтворення автоматів.

### 1957
У червні журнал Nature друкує статтю LS Penrose, R.Penrose «A Self— reproducing Analogue».

### 1961
У компанії Белл (Bell Telephone Labaratories) В. А. Висоцький (V. А. Vysotsky), Х. Д. Макілрой (HD McIlroy) і Роберт Морріс (Robert Morris) винайшли гру Darwin, в якій кілька асемблерних програм, названих «організмами», завантажувалися в пам'ять комп'ютера і «билися» за ресурси.

### 1966
Вже після смерті Джона фон Неймана (John von Neumann) Артур Беркс (Arthur Burks) видає його а лекції у вигляді книги (Нейман, Джон фон. Теорія самовідтворюються автоматів. — М.: Світ, 1971. — С.382. / (Von Neumann, J., 1966, The Theory of Self — reproducing Automata, A. Burks, ed., Univ. Of Illinois Press, Urbana, IL.).

### 1969
Грегорі Бенфорд, співробітник Лабораторії Лоуренс в Ліверморі (Lawrence Radion Lab) пише одну з перших вірусоподібних програм мовою Фортран, пізніше він напише про це науково-фантастичну розповідь.

## 1970—1979

### 1970
- Травень: У журналі Venture опубліковане фантастичне оповідання Грегорі Бенфорда (Gregory Benford) The Scarred Man, в якому є одне з перших описів вірусних та антивірусних програм з назвами VIRUS і VACCINE.
- Кріс Таварес (Chris Tavares) розробляє програму Cookie Monster для IBM 2741 під керуванням Multics. Через деякі особливості реалізації Cookie Monster часто помилково приймають за вірус.

### 1972
Опублікований фантастичний роман Девіда Герролда «Коли Харлі був рік» («When HARLIE Was One»), в якому описані хробакоподібні програми. У журналі «Software: Practice and Experience» публікується опис гри «Дарвін» (Aleph Null Darwin, Software: Practice and Experience, Vol. 2, Issue 1, pp.93—96 (January / March 1972), ISSN 0038-0644)

### 1973
Боб Томас (Bob Thomas) з компанії Болт Беранек і Ньюман (Bolt Beranek and Newman) пише демонстраційну програму Creeper, яка може самостійно копіюватись, для цього вона використовує підсистему RSEXEC системи Tenex. Рей Томлінсон (Ray Thomlinson) пише програму Reaper, яка переміщається по мережі, так само, як і Creeper, і в разі якщо Creeper запущений, припиняє його роботу. У фантастичному фільмі Westworld термін комп'ютерний вірус був використаний для позначення шкідливої програми, яка потрапила в комп'ютерну систему.

### 1974
Програма HIPBOOT, призначена для оновлення завантажувальних секторів дисків комп'ютерів Nova, які проводилися компанією Data General — можливо один із перших бут-вірусів. Коли диск вставлявся в комп'ютер, програма оновлювала завантажувальні сектори всіх дисків, при цьому, якщо оновлений диск вставити в дисковод на іншому комп'ютері, зі старим ПЗ, то завантажувач оновлював всі завантажувальні сектори на цьому комп'ютері.

### 1975
Джон Вокер (John Walker) доповнює написану ним раніше гру ANIMAL для Univac 1100 / 42 під управлінням Exec — 8 підпрограмою Pervade. Зв'язка Animal / Pervade поводиться, як файловий черв'як. Опублікований фантастичний роман Джона Браннера «Осідлавший вибухову хвилю» (John Brunner «The Shockwave rider», ISBN 0-345-32431-5), у якому для програм, що переміщаються по мережі, використовується термін черв'як.

### 1977
Томас Райан (Thomas J. Ryan) публікує роман «Юність Пі-1» (The Adolescence of P-1), один з головних героїв якого є хробакоподібною програмою, що працює на комп'ютерах IBM/360.

## 1980–1989

### 1980
- Лютий: Юрген Краус (Jurgen Kraus) студент Дортмундському університету захищає дипломну роботу з самовідтворюючихся програмам («Selbstreproduktion bei programmen»), в якій наведено приклади подібних програм.

Вчені з дослідницького центру Xerox в Пало — Альто Джон Шоч (John Shoch) і Йон Хапп (Jon Hupp) проводять експерименти по розподілених обчислень на основі програм-хробаків.

### 1981
Програма Elk Cloner (en: Elk Cloner), написана Річардом Скрента (Richard Skrenta) і Virus версій 1,2,3, написана Джо Деллинджера (Joe Dellinger) для DOS 3.3 ПК Apple II, вважаються першими комп'ютерними вірусами. Обидві програми також набули поширення «in— the— wild» — виявлені на комп'ютерах користувачів поза лабораторією.

### 1982
- Червень: Вірусні програми згадуються в 158-му випуску коміксу «The Uncanny X-Men».
- Березень: Звіт про експерименти з хробаками в лабораторії Xerox в Пало-Альто опублікований в журналі CACM (John Shoch, Jon Hupp 'The «Worm» Programs — Early Experience with a Distributed Computation', Communications of the ACM, March 1982 Volume 25 Number 3, pp.172 — 180, ISSN 0001-0782, см. Xerox worm).

### 1983
- Листопад: Студентом Фредом Коеном був написаний демонстраційний вірус для VAX 11 / 750 під управлінням Unix. Ідея була запропонована Фредом Коеном, а назва Леном Едлману (Len Addleman) в ході семінару з комп'ютерної безпеки. Експерименти проводилися також з системами Tops — 20, VMS і VM/370.

### 1984
У журналі Scientific American Олександр Дьюдні (Alexander Dewdney) в колонці Цікавий Комп'ютер (Computer Recreations) публікує опис гри Бій в пам'яті (Core War), в якій, як і в грі Darwin програми б'ються в пам'яті.
Опублікований фантастичний роман Вільяма Гібсона «Нейромант» (William Gibson «Neuromancer», ISBN 0-00-648041-1), в якому комп'ютерні віруси використовуються як зброя.

### 1985
Том Нефф (Tom Neff) почав поширювати по різних BBS список «Брудна дюжина» («The Dirty Dozen»), у якому перераховувалися імена файлів піратських і троянських програм.

### 1986
На конференції Chaos Computer Club в Гамбурзі Ральф Бюргер (Ralph Burger) і Бернд Фікс (Bernd Fix) представили віруси для IBM PC «Virus 1.1» і «Rush Hour».

### 1987
- Травень: Том Дафф (Tom Duff) проводить у лабораторії AT&T серію експериментів з вірусами, що написані мовою SH і асемблері для VAX 11/750 під управлінням UNIX.
- Квітень: Бернд Фікс (Bernd Fix) написав вірус для IBM 3090 MVS/370
- Квітень: Німецький журнал Computer&Technik (C't) друкує статтю Екхарда Крабеля (Eckhard Krabel) «Die Viren kommen» («Віруси йдуть») з вихідним текстом вірусу Milzbrand для комп'ютерів Atari

З'являється (c) Brain — перший вірус створений для IBM PC-сумісних ПК.
- Жовтень: Єрусалимський вірус (Jerusalem virus[en]) виявлений в Єрусалимі. Цей шкідливий вірус був запрограмований на видалення файлів та запускався кожну п'ятницю, 13-го числа.
- Листопад: виходить вірус SCA (SCA virus[en]) для завантажувального сектора ПК Amiga, викликаючи цілу хвилю нових вірусів. Незабаром, автори вірусу випускають наступний, набагато більш шкідливий вірус Byte Bandit (Byte Bandit[en]).
- Грудень: епідемія мережного хробака «Christmas Tree». Хробак написаний на мові REXX, працював у середовищі VM/CMS і поширився в мережах BitNet, EARN, IBM Vnet.

### 1988
- Липень: Німецький журнал C't друкує статтю Томаса Козеля і Гвідо Лейстера (Thomas Koziel, Guido Leister) «Die Viren sind da» («Віруси вже тут») з аналізом завантажувального вірусу для Atari («C't virus»)

листопад: Роберт Морріс молодший створює Хробак Морріса, який інфікував підключені до Інтернету комп'ютери VAX, DEC і Sun під управлінням ОС BSD. Хробак Морріса став першим мережевим черв'яком, який успішно поширився «in — the — wild», і однією з перших відомих програм, що використовують переповнення буфера.

### 1989
- Жовтень: виявлений Ghostball (en: Ghostball) — перший багатосторонній вірус.
- Жовтень: в мережі DECnet поширився хробак «WANK Worm».

У журналі Комп'ютерні Системи (Computing Systems) опубліковано статтю Дугласа Макілроя «Вірусологія 101» (Douglas McIlroy «Virology 101»), в якій наведено приклади вірусів для ОС Unix, написані мовою SH.

## 1990—1999

### 1991
Перший поліморфний вірус Tequila.

### 1992
Вірус Michelangelo породжує хвилю публікацій у західних ЗМІ, що пророчать катастрофу 6 березня. Очікувалося, що вірус зашкодить інформації на мільйонах комп'ютерів, але його наслідки виявилися мінімальними.

### 1993
Артур Елліс (arthur Ellis) написав один з перших вірусів для OS/2. Оригінальний текст був опублікований в електронному журналі 40Hex # 12.

### 1994
Червень: почалася епідемія OneHalf. OneHalf — поліморфний файлово-завантажувальний комп'ютерний вірус. При зараженні комп'ютера вірус таємно встановлює себе в завантажувальний сектор, а під час роботи комп'ютера поступово шифрує дані, що містяться на жорсткому диску. При спробах операційної системи отримати доступ до зашифрованих даних, OneHalf перехоплює запит і передає системі дані вже в розшифрованому вигляді. Вірус виводить на екран повідомлення, як тільки буде зашифрована половина диска, і дотримані деякі інші умови. Спроби видалити вірус з системи часто приводили до втрати даних, так як операційна система не могла використовувати зашифровані частини диска. Шифрування йшло від кінця диска до початку і якщо вірус зашифровував завантажувальний сектор з самим собою, то при наступному запуску операційна система вже завантажитися не могла і вся інформація на диску ставала недоступною.

### 1995
Виявлено перший макровірус
- Липень: Марк Людвіг написав перший вірус для OS/2 «Blue Lightening» (OS2.AEP). Видавництво American Eagle Publications видає його книгу Mark Ludwig «The Giant Black Book of Computer Viruses», ISBN 0-929408-10-1). У книзі надруковані вихідні тексти вірусу «Blue Lightening», а також вірусів X21, X23 для FreeBSD.

### 1996
- Вересень: У ньюс-групу alt.comp.virus (і ще деякі) невідомий посилає файл, заражений вірусом Bliss для Linux, в лютому наступного року вийшла оновлена версія.
- Жовтень: В електронному журналі VLAD #7, присвяченому написанню комп'ютерних вірусів, опублікований початковий текст вірусу Staog для Linux, автор Quantum.

### 1998
- Червень: почалася епідемія вірусу Win95.CIH (en: CIH), також відомого як Чорнобиль, що стала найбільш руйнівною за всі попередні роки. Вірус знищував інформацію на дисках і перезаписувані Flash BIOS, що в деяких випадках змушувало користувачів замінювати мікросхему пам'яті або навіть материнську плату.
- Серпень: З'являється перший вірус для Java Strange Brew. Вихідні тексти опубліковані в електронному журналі Codebreakers.

### 1999
- 26 березня: випущений вірус Мелісса (en: Melissa (computer worm)) для Microsoft Word і Microsoft Outlook, який генерував помітну кількість Інтернет-трафіку.

## 2000—2009

### 2000
- Травень: з'явився черв'як «I love you» (en: ILOVEYOU), один з найшкідливіших за всю історію. За деякими оцінками, він обійшовся користувачам ПК по всьому світу більше ніж в 10 млрд $.

### 2001
- Жовтень: вперше виявлений хробак Klez (en: Klez).
- Вересень: багатовекторний хробак Nimda (en: Nimda) поширюється, використовуючи відразу декілька досить різних способів, включаючи бекдори, залишені хробаками Code Red II і Sadmind.
- Серпень: починається глобальна епідемія повністю переписаного варіанту хробака Code Red під назвою Code Red II (en: Code Red II), спочатку в основному в Китаї. Code Red II і його попередник незабаром стають класичними прикладами Інтернет-хробаків, після докладного аналізу в популярній статті How to 0wn the Internet in Your Spare Time та публікації дизасемблюваного коду вірусів з коментарями на сайті eEye.
- Липень: випущений хробак Code Red (en: Code Red (computer worm)), який атакує Microsoft Internet Information Services.
- Липень: випущений хробак Sircam (en: Sircam), що поширюється електронною поштою і ресурсами, відкритими для колективного доступу в локальній мережі.
- Травень: хробак Sadmind (en: Sadmind worm) поширюється використовуючи уразливості в ОС Solaris та програмі Microsoft Internet Information Services під ОС Windows.
- Січень: хробак Ramen, багато в чому схожий на хробак Морріса, інфікує комп'ютери з ОС Red Hat Linux версій 6.2 та 7, використовуючи програми wu — ftpd, rpc — statd і lpd.
- Січень: багатовекторний хробак Комплексний калькулятор RST — Комплексний калькулятор, заснований на оригінальному алгоритмі HGM. Даний калькулятор самостійно обирає і поповнює свою базу новими формулами з класичної і неформальної математики. Має найкомпактніший код, так наприклад настановної файл містить всього дванадцять байт. Установчий файл містить формулу, в якій константами є коди з програм Windows і Word. По закінченню установки комплексний калькулятор може зрости до 80—120 Мб. У 2001 р. був класифікований як вірус. Причиною стало його самопоширення. Заражений комп'ютер стає частиною віртуального комп'ютера. Для маскування своєї роботи мінімізує коди Windows і програм, що запускаються, тим виділяючи для себе машинний час.

### 2003
- Жовтень: запущений черв'як Sober (en: Sober worm), який підтримує свою присутність в мережі до 2005 в різних варіантах.
- Серпень: запущений черв'як Sobig (en: Sobig), який швидко поширюється через електронну пошту і ресурси, відкриті для колективного доступу в локальних мережах. Одночасно епідемія черв'яків Blaster і Sobig завдає відчутної шкоди користувачам мережі по всьому світу.
- Серпень: запущений черв'як Welchia (en: Welchia) — один з найвідоміших «білих черв'яків». Він слідує по п'ятах хробака Blaster, намагаючись видалити його із заражених комп'ютерів і встановити на них латочку ОС. Робиться це, однак, як і раніше без згоди користувачів, і багато системних адміністраторів скаржаться, що черв'як Welchia засмічує мережі, створюючи ще більше проблем — таким чином, сам по собі є шкідливою програмою.
- Серпень: черв'як Blaster (en: Blaster worm), також відомий як Lovesan, поширюється по всьому світу, також засмічуючи мережу великою кількістю сміттєвого трафіку. Хробак містить образи на адресу Білла Гейтса і помилково запрограмовану DoS-атаку на сервер оновлення ОС Windows.
- Січень: черв'як SQL Slammer (en: SQL slammer worm), також відомий як черв'як Sapphire, використовує уразливості в Microsoft SQL Server і створює великі перешкоди в Інтернеті.

### 2004
- Грудень: запущений черв'як Santy (en: Santy) — перший черв'як, що використовує для поширення вебсайти, і до того ж використовує Google для знаходження своїх жертв.
- Травень: з'являється черв'як Sasser (en: Sasser worm), експлуатував ОС Microsoft Windows і викликав численні проблеми в мережі, іноді навіть паралізуючи роботу організацій.
- Березень: виявлений хробак Witty (en: Witty) — перший відразу в декількох категоріях. Цей черв'як атакував кілька версій IIS; він з'явився в рекордний час після оголошення уразливості; він став першим інтернет-хробаком, несучим по-справжньому шкідливий код; і, нарешті, він став першим хробаком, який спочатку був розісланий за заздалегідь складеним списком вразливих комп'ютерів.
- Лютий: виявлений хробак Netsky, визнаний надалі самим небезпечним вірусом 2004 року.
- Січень: запущений черв'як Mydoom (en: Mydoom), який на той момент стає найшвидшим хробаком, що поширюється електронною поштою. З'явився перший черв'як для мобільних телефонівCabir.

### 2005
- Серпень: Хробак Zobot (en: Zotob), незважаючи на відносно невеликий масштаб епідемії, привертає підвищену увагу західних ЗМІ після того, як деякі з них були атаковані і понесли певний збиток.

### 2006
- 15 березня 2006 в ЗМІ з'являються повідомлення про створення першого вірусу для RFID-міток (див. RFID-вірус).
- 20 січня 2006: був виявлений хробак Nyxem. Він поширюється за допомогою масової розсилки e — mail. Його навантаження, яке активується 3-го числа кожного місяця, починаючи з 3 лютого, робить спробу відключити ПО пов'язане з безпекою і роздачею файлів, а також знищити файли певних типів, таких як документи Microsoft Office. У число заражених комп'ютерів входять також ті, на яких відкриття цих документів стало в принципі неможливим.

### 2007
- Січень: Хробак Storm починає захоплювати заражені комп'ютери, формуючи Мережу Storm, яка у вересні досягла розміру від 1 до 10 мільйонів комп'ютерів.
- Березень: Penetrator — російський вірус, що вразив тисячі комп'ютерів амурської області. Пошкоджує файли формату. Avi,. Doc,. Jpg,.Jpeg,.Mp3,. Mpeg,. Mpg,.Pdf,. Ppt,. Rar,. Vob,. Wma,.Wmv,. Xls,. Zip. Пошкодження файлів проходить 1 січня.

ZeuS — троянський кінь, який краде кошти з електронних платіжних систем зараженого користувача.

### 2008
- Травень: Rustock.C, вірус, який був виявлений співробітником компанії «Доктор Веб» В'ячеславом Русаковим (з 2008 року працює в «Лабораторії Касперського»), являє собою руткит з розширеними можливостями, існував в інтернеті з жовтня 2007 року і був використаний для створення великої бот-мережі.
- Червень: Нова версія GPCode шифрує призначені для користувача файли з розширеннями DOC, TXT, PDF, XLS, JPG, PNG, CPP, H та ін на жорстких дисках за допомогою алгоритму RSA з ключем довжиною 1024 біта. Можливості відновити зашифровану інформацію, не піддаючись на вимоги шантажиста, не існує. Теоретично на розшифровку алгоритму шифрування знадобиться робота кластера з 15'000'000 ПК протягом одного року. У роботі вірусу була помічена особливість, яка дозволяє відновити зашифровані дані. Перед шифрацией файлу вірус створює його копію, яку потім видаляє. Можливість відновлення даних — це спроба відновлення копії файлу, яку створює вірус. «Лабораторія Касперського» рекомендує для цієї мети використовувати утиліту PhotoRec, а також на допомогу PhotoRec рекомендується використовувати утиліту StopGpcode.
- Червень: Хробак, що отримав назву Email-Worm.Win32.Lover.a, поширюється по каналах електронної пошти — користувачеві приходить лист із вкладеним файлом to_my_love.scr, при запуску якого на екран виводиться яскрава демонстрація, що нагадує скрінсейвер «Геометричний вальс». Картинка генерується в реальному часі з використанням фрактальної геометрії. Однак даний файл не є скрінсейвером, а являє собою кейлоггер, який записує все, що користувач набирає на клавіатурі при роботі з веббраузерами, поштовими і IM-клієнтами (Opera, Firefox, Internet Explorer, The Bat!, MSN Messenger, ICQ, QIP та іншими). Механізм приховання присутності хробака Email-Worm.Win32.Lover.a в системі реалізований оригінальним чином. Для зараження він використовує програмний код, яким інфікує виконувані файли вищезазначених програм, розділяючи код інфекції для кожного з додатків на кілька частин, що серйозно ускладнює його виявлення. При запуску зараженого додатку програмний код вірусу займає 4 Кб пам'яті, де збирає своє тіло, і далі записує в теці Windows файл з ім'ям ia*. Cfg. У цей файл зберігаються коди натиснутих користувачем клавіш. Черв'як Email-Worm.Win32.Lover.a застосовує нетипову для таких програм маскування свого основного функціоналу, ховаючись за красивими картинками і видаючи себе за скрінсейвер. Лексика, виявлена в коді шкідливої програми, дає підстави припустити, що автор хробака є російськомовним.
- 21 листопада 2008: Kido (також відомий як Downup, Downadup і Conficker) — один з найнебезпечніших з відомих на сьогоднішній день комп'ютерних черв'яків. Шкідлива програма була написана на Microsoft Visual C + +. Атакує операційні системи сімейства Microsoft Windows (від Windows 2000 до Windows 7 і Windows Server 2008 R2). На січень 2009 року вірус вразив 12 мільйонів комп'ютерів у всьому світі. 12 лютого 2009 Microsoft обіцяв 250 000 доларів за інформацію про творців вірусу. Настільки швидке поширення вірусу пов'язано зі службою Server service. Використовуючи «дірку» в ній, черв'як викачує себе з Інтернету. Цікаво, що розробники вірусу навчилися постійно змінювати свої сервери, що раніше не вдавалося зловмисникам. Також він може поширюватися через USB-накопичувачі, створюючи файл autorun.inf і файл RECYCLED\{SID}\RANDOM_NAME.vmx. В системі черв'як зберігається у вигляді dll — файлу з випадковим ім'ям, що складається з латинських букв, наприклад: c:\windows\system32\zorizr.dll. Також, прописує себе в сервісах з випадковим ім'ям, що складається з латинських букв. Черв'як використовує уразливості Windows, пов'язані з переповненням буфера і за допомогою обманного RPC-запиту виконує код. Насамперед він відключає ряд служб: автоматичне оновлення Windows, Windows Security Center, Windows Defender і Windows Error Reporting, а також блокує доступ до сайтів деяких виробників антивірусів. Періодично черв'як випадковим чином генерує список сайтів, до яких звертається для отримання виконуваного коду. При отриманні з сайту виконуваного файлу черв'як звіряє електронно-цифровий підпис і, якщо вони збіглася, виконує файл. Крім того, хробак реалізує P2P-механізм обміну оновленнями, що дозволяє йому розсилати оновлення видаленим копіям, оминаючи керуючий сервер.

### 2009
- Травень: Фахівці з Sophos б'ють на сполох: у мережі з'явився ще один небезпечний черв'як. Gumblar, також відомий як JSRedir-R, поширюється через вебсторінки, прописуючи свій код в самих різних скриптових файлах на сервері.
- Серпень: Виявлено вірус Induc, що заражає службові файли середовища програмування Delphi версій, починаючи з 4.0. В результаті вірусний код, здатний до подальшого розмноження, опинявся впровадженим в будь-який програмний продукт, скомпільований у Delphi. Завдяки оригінальному методу розмноження, вірус більше 9 місяців існував в дикому вигляді, залишаючись невиявленим. Серед популярних програм — мимовільних переносників цього вірусу, згадуються деякі версії QIP, AIMP, плагіни до Total Commander та інші.

## 2010 та пізніше

### 2010
- Червень: 17 червня 2010 виявлений вірус Stuxnet. Вірусу вдалося проникнути в комп'ютери іранської атомної станції в Буширі.

### 2011
- Вересень: Duqu — комп'ютерний черв'як, виявлений 1 вересня 2011. Деякі дослідники відзначають його схожість із хробаком Stuxnet. Черв'як отримав ім'я Duqu завдяки префіксу «~DQ», який використовувався у всіх іменах файлів, створюваних ним.

### 2012
- Травень: Flame — комп'ютерний хробак. Його виявив Роел Шоеннберг, старший науковий співробітник з комп'ютерної безпеки «Лабораторії Касперського». Основною особливістю хробака є наявність у ньому безлічі компонентів, здатних виконувати різноманітні шкідливі дії: розмножуватися в мережах різних типів з використанням різних протоколів, викрадати і знищувати конфіденційну інформацію, взаємодіяти з шкідливими програмами інших типів та інше. Все це робить Flame зручним засобом для промислового і політичного шпигунства і диверсій.
- Липень: Мааді (вірус) — комп'ютерний черв'як. Його виявила компанія Seculert, спільно з компанією «Лабораторія Касперського». Вірус здатний збирати файли даних, віддалено змінювати параметри комп'ютера, записувати звук. І передавати це користувачу.
- Липень: Гаусс (вірус) — комп'ютерний черв'як. Його виявила компанія «Лабораторія Касперського» завдяки наявності ряду спільних рис зі Stuxnet і Flame.

### 2016
- Жовтень: Mirai — хробак та утворений ним однойменний ботнет використаний для DDoS-атаки на сайт журналіста Брайана Кребса, а потім на оператора DNS Dyn. Хробак поширюється в середовищі пристроїв типу інтернет речей.

### 2018
- Травень: VPNFilter — шкідницьке програмне забезпечення, розроблене для зараження маршрутизаторів. Станом на 24 травня 2018 року, за оцінками, заражено приблизно 0,5—1 мільйонів маршрутизаторів по всьому світу. Воно може красти дані, а також містить «аварійний вимикач», розроблений для знищення зараженого маршрутизатора за командою. ФБР вважає, що його створила російська група Fancy Bear.